# Asztrofizika
Az asztrofizika a fizika és a csillagászat része, mely a csillagok fizikájával foglalkozik, beleértve felépítésüket és fejlődésüket. Vizsgálja a csillagok fizikai tulajdonságait (állapothatározóit), ami alapján modelleket állít fel a belsejükben végbemenő fizikai folyamatokra, például energiatermelésükre.
A csillagok fizikai tulajdonságait az ún. állapothatározókkal jellemezhetjük. Ezek olyan fizikai adatok, amelyek a csillag egészére jellemzők. Értékük a csillag teljes belső felépítésétől függ, és aránylag hosszú időn keresztül változatlan. Valamely állapothatározó az idő során csak akkor változik meg, ha a csillag belső szerkezetét érintő folyamatok mennek végbe. Az ilyen, közvetlenül nem észlelhető folyamatokban mutatkozik meg a csillag fejlődése. Az állapothatározók e fejlődés nyomon követésében fontosak.
A csillagok között azonban jelentős számban vannak olyanok, amelyek állapothatározói hónapok, de szélsőséges esetben akár órák alatt is megváltoznak. Ezeket változócsillagoknak, vagy röviden csak változóknak nevezzük.
A legfontosabb állapothatározók az alábbiak:
- fényesség
- felületi hőmérséklet
- színkép
- sugár
- forgási periódus
- kémiai összetétel
- mágneses tér
- tömeg

Ezen kívül szokás még a felületi gravitációs gyorsulást is az állapothatározók közé sorolni, ez azonban a csillag tömege és sugara ismeretében könnyen kiszámítható.

## Összefüggések a csillagok állapothatározói között
A csillagok állapothatározói közt összefüggések állnak fenn. A legfontosabb ilyen összefüggéseket az ún. Hertzsprung–Russell-diagram adja meg.
A csillagok effektív felületi hőmérséklete és az ún. színindexe között összefüggés áll fenn. Mivel sok esetben csak a csillag színindexét lehet meghatározni, ezt a mennyiséget gyakran az effektív hőmérséklet mértékének használják. A csillagok színindexét luminozitásukkal, illetve abszolút fényességükkel egyetlen diagramban, az ún. szín-fényesség diagramban lehet ábrázolni, amely teljesen ekvivalens a Hertzsprung–Russell-diagrammal.
Szintén nagyon fontos összefüggés áll fenn a csillagok tömege és luminozitása között, ami a fősorozati csillagok esetén a legszembetűnőbb. A normális óriáscsillagok tömeg-fényesség összefüggése a fősorozatbeli csillagokhoz hasonló, míg a fehér törpékre ill. a kettőscsillag rendszerek komponenseire vonatkozó összefüggések jelentősen eltérnek ettől.

## Az asztrofizika vizsgálati módszerei
- spektroszkópia (az égitestek spektroszkópiai módszerekkel történő vizsgálata)
- fotometria (csillagászati fényességmérés)

## Az asztrofizika fontosabb felfedezései időrendben
Az asztrofizika „születésnapjának” 1859. október 27-ét tekintik — azt a napot, amelyen Gustav Kirchhoff német vegyész bemutatta Robert Wilhelm Bunsennel elért eredményeit: színképanalitikai módszerükkel kimutatták, hogy az egyes elemek lángfestéssel megismert színképvonalai azonosak a Nap légkörében megfigyelt Fraunhofer-féle vonalakkal, és ennek alapján azt, hogy a Nap légkörében ugyanazok az elemek vannak jelen, mint a Földön. Az idáig vezető út a
cikkben olvasható.
1859–1862 között fogalmazta meg Gustav Robert Kirchhoff sugárzási törvényét. Kimutatta, hogy az ún. abszolút fekete test test sugárzásának hullámhosszak szerint megoszlása egyáltalán nem függ az adott test anyagától alakjától, méretétől vagy bármi más fizikai tulajdonságától, csakis a test hőmérsékletétől.
1868-ban Norman Lockyer módszert dolgozott ki arra, hogyan figyelhetők meg a Nap protuberanciái olyankor, amikor nincs napfogyatkozás. Ugyanebben az évben párhuzamosan ő és Pierre Janssen francia csillagász felfedezte a nap légkörében egy új, a Földön egészen 1895-ig ismeretlen elem színképvonalát. Az új elemet Lockyer héliumnak nevezte el.
Az 1860-as évek végén a legelső asztrofizikusok egyike, Karl Friedrich Zöllner meggyőzte a rendkívül tekintélyes csillagász Karl Förstert, hogy kezdeményezze egy speciálisan asztrofizikai obszervatórium felállítását a Nap és a csillagok fizikájának tanulmányozására. Ezt a Kieltől 20 km-rel délre található Bothkampban építették meg; a Bothkampi Csillagda (Sternwarte Bothkamp) első igazgatója (1870–1874 között) Zöllner tanítványa, Hermann Carl Vogel (1841–1907) lett. A bothkampi csillagvizsgálót gyakran nevezik „az asztrofizika bölcsőjének”: Vogel itt próbálta meg először a csillagok látósugár menti elmozdulását a színképvonalak eltolódásával mérni és itt dolgozta ki a csillagok osztályozásának azt a (színképükön alapuló) rendszerét, amely a később a csillagok fejlődési sorának alapjává vált. A bothkampi állomás beüzemelése közben kiderült, mik azok a fontos többletek, amikhez egy jól működő asztrofizikai obszervatóriumban szükség lenne, ezért Förster 1871-ben megfogalmazott újabb följegyzésében sürgette egy ilyen intézmény létrehozását. Ehhez először a konzervatív akadémikusok ellenállását kellett legyőznie, így az új csillagdát csak 1874 késő őszén kezdték építeni a potsdami Telegrafenberg dombján.
Az 1874-ben alapított Potsdami Obszervatórium első igazgatója az a Hermann Carl Vogel lett, aki addig a bothkampi intézményt vezette. Vogel a korszerű fényképészeti módszerekkel már kellő pontossággal tudta mérni a csillagok színképének eltolódását (ez a korábban ezzel próbálkozó Ernst Machnak és William Hugginsnak még nem sikerült), és abból a Doppler-effektus alapján ki tudta számolni a Szíriusz, a Procyon, a Rigel és az Arcturus sugárirányú sebességét. Ugyancsak Vogel bizonyította be spektroszkópiai módszerekkel, hogy az Algol (β Persei) és a Spica (α Virginis) valójában kettőscsillag. Julius Scheinerrel együttműködve meghatározta az Algol fényesebb csillagának sugárirányú sebességét, a két csillag átmérőjét és távolságát. Eredményeik alapján a „spektroszkópiai kettőscsillagok” kutatása gyors fejlődésnek indult.
1879-ben Josef Stefan mérte meg először a feketetest által az összes hullámhosszon kisugárzott energiát (feketetest-sugárzás). Azt tapasztalta, hogy egy abszolút fekete test kisugárzott összes energiája a hőmérséklet negyedik hatványával arányos. Ezt Boltzmann 1882-ben termodinamikai alapokról elméletileg is levezette. Kettőjük munkájának eredménye lett a róluk Stefan–Boltzmann-törvénynek nevezett összefüggés.
1887: Albert A. Michelson és Edward Morley a később róluk elnevezett Michelson–Morley-kísérlettel igazolta, hogy a fény Földön mért sebessége minden irányban azonos, tehát ez a sebesség nem függ a Föld mozgásától. Ezzel megcáfolták a fény terjedésének éter-elméletét, és mintegy megágyaztak Einstein speciális relativitáselméletének.
1893: A feketetestek sugárzását vizsgálva a Berlini Egyetemen dolgozó Wilhelm Wien megállapította, hogy a feketetest kelvinben mért hőmérsékletét egyszerűen megkaphatjuk, ha a 2898 számot elosztjuk a sugárzási görbe maximumának mikrométerben mért hullámhosszával. Ez a csak a nagy frekvenciákra érvényes összefüggés a Wien-féle eltolódási törvény, amivel egyszerűen meghatározhatóvá vált a csillagok felszíni hőmérséklete.
1904. december 20-án alapította meg George Ellery Hale a Wilson-hegyi Obszervatóriumot, amely a 20. század első felében a világ legjelentősebb csillagvizsgálója volt. Többek között itt ismerte fel Edwin Hubble, hogy a világ az Ősrobbanással kezdődött és tágul.
1905: Albert Einstein az Annalen der Physik kiadványban publikálta cikkét a speciális relativitáselméletről, majd a tömeg és az energia kölcsönös egymásba alakíthatóságáról.
1915: Albert Einstein kidolgozta az általános relativitáselméletet.
1919 Arthur Eddington az Afrikához közeli Príncipe szigetén az 1919. május 29-ei napfogyatkozásról készített fényképeivel kísérletileg igazolta Einstein általános relativitáselméletét.
1920: Arthur Eddington felismerte, hogy a csillagok energiájukat hidrogén és hélium fúziójából nyerik.
1925: Cecilia Payne spektroszkópiai módszerekkel kimutatta, hogy a Fraunhofer-féle vonalak a különböző mértékben ionizált atomok elnyelési vonalai. Azonosította a Fraunhofer-vonalakat az egyes ionokkal. Az egyes csillagok színképének különbözőségét nem anyagi összetételük különbözősége okozza, hanem az, hogy eltérő hőmérsékletű légkörükben különböző az egyes elemek eltérő ionizációs állapotainak megoszlása. Egyúttal kimutatta, hogy (az addigi elképzelésektől alapvetően eltérően) a csillagok légkörének nagy többsége hidrogén. Eredményeit az övétől részlegesen eltérő módszerekkel Albrecht Unsöld (1928), William McCrea (1929) és Henry Norris Russell (1929) is megerősítette.
1926: Arthur Eddington a tömeg és a luminozitás összefüggéséből rájött, hogy a hőmérséklet minden csillag belsejében azonos. Erre a hőmérsékletre azonban túlságosan nagy számot (40 millió kelvint) kapott, mivel még nem ismerte (Cecilia Payne eredményeit a csillagok összetételéről.
1929: Edwin Hubble 1929-ben mutatta ki a Világegyetem tágulását a galaxisok színképében megfigyelt vöröseltolódásból (Doppler-effektus). A tágulásból visszaszámolható a Világegyetem kora.
1948-ban George Gamow és Ralph Alpher kiszámította, hogyan, illetve mennyi hidrogén és hélium keletkezhetett a világ ősrobbanás utáni, forró és sűrű állapotában. Gamow sajátos humorával Alphert tette meg első szerzőnek és másodiknak beszúrta barátja, a szintén kozmológus Hans Albrecht Bethe nevét, hogy a mindenek kezdetét tárgyaló Alpher-Bethe-Gamow elmélet a görög ábécé első három betűjére utaljon — valóban, többnyire alfa-béta-gamma elméletnek nevezik. (A nehezebb elemek kialakulását később Fred Hoyle számította ki).
1948: Ralph Alpher és Robert Hermann (George Gamow ötletét felhasználva) kiszámította először azt, hogy a héliumot létrehozó magfúzióhoz egymilliárd fok feletti hőmérsékletre volt szükség, majd ezután azt, hogy a ősrobbanásból kozmikus mikrohullámú háttérsugárzásnak kellett visszamaradnia, és ennek hőmérséklete 10 K-nél kisebb kell legyen, körülbelül 5 K. Ezt az eredményt a közvélemény helytelenül Gamownak tulajdonítja.
1964: Arno Penzias és Robert Woodrow Wilson a Crawford Hillen felállított kürtantennával véletlenül megmérte a kozmikus mikrohullámú háttérsugárzást. Felfedezésük jelentőségét Robert Henry Dicke ismerte fel; ő szorgalmazta, hogy a fiatal fizikusok publikálják eredményüket. Penzias és Wilson eredetileg egyáltalán nem kívánta az általuk kevéssé fontosnak tartott eredményt közölni. Később megelégedtek volna azzal, ha Dicke és szerzőtársai (Jim Peebles, Peter Roll és David Wilkinson) saját közleményükben megemlítik, hogy van egy ilyen mérés, őket pedig feltüntetik, ötödik, illetve hatodik szerzőként. Dicke nyomására végül megírták saját cikküket, amiben mindössze egy, azóta elhíresült mondat utalt arra, hogy a mérésnek lehet kozmológiai jelentése: „A megfigyelt többletzaj-hőmérséklet egy lehetséges magyarázata az, amiről a folyóirat ugyanezen számában Dicke, Pebbles, Roll és Wilkinson cikke szól.” A történet sajátos csavaraként a felfedezésért odaítélt fizikai Nobel-díjat 1978-ban Penzias és Wilson kapta meg (Gribbin, 2015).